# 兰屿蜗牛
兰屿蜗牛（学名：Satsuma batanica subsp. boteltobagoensis），是柄眼目坚齿螺科的一种。舊屬坚螺属，今屬栗蜗牛属。

## 分佈
主要分佈於台湾，常栖息在中低海拔山区落叶堆下。